# Antti-Jussi Juntunen
Antti-Jussi Juntunen (* 6. April 1999 in Korso) ist ein finnischer Radrennfahrer.

## Sportliche Laufbahn
Im Alter von sieben Jahren begann Juntunen mit dem Radfahren. Bis zum 16. Lebensjahr hat er parallel auch Eishockey gespielt, danach sich nur noch auf den Radsport konzentriert. Anfangs ist er hauptsächlich Mountainbike gefahren, 2015 und 2016 wurde er noch Finnischer Juniorenmeister im Cross-Country. 2016 wurde er aber auch schon auf der Straße Juniorenmeister im Einzelzeitfahren. In der Saison 2017, seiner letzten als Junior, war er Mitglied im Centre mondial du cyclisme.
Nach dem Wechsel in die U23 fuhr Juntunen zunächst zwei Jahre für französische Radsportvereine. Zur Saison 2020 wurde er Mitglied im estnischen UCI Continental Team Tartu 24/Ampler Development mit Sitz in Tartu, wo er zu diesem Zeitpunkt auch studiert hat. In der Saison 2020 wurde er erstmals Finnischer Meister in der Elite, 2021 erzielte er mit dem Gewinn der letzten Etappe der Dookoła Mazowsza seinen ersten Erfolg auf der UCI Europe Tour. Neben dem Straßenradsport wurde er 2020 und 2021 jeweils Finnischer Meister im Cyclocross.
Zur Saison 2022 wechselte Juntunen zum niederländischen Continental Team À Bloc CT, bei dem er international ohne nennenswerte Ergebnisse blieb. National sicherte er sich zum zweiten Mal den Titel im Straßenrennen. Nach zwei Jahren im Team ging Juntunen 2024 zunächst nach Estland und wurde Mitglied im Team  Voltas-Tartu 2024 by CCN, jedoch bereits im März wechselte er bis zum Saisonende zum Ferei Quick-Panda Podium Mongolia Team. 2025 kehrte Juntunen nach Finnland zurück, wo er auf Vereinsebene fährt.

## Erfolge

### Straße
2016
- Finnischer Meister – Einzelzeitfahren (Junioren)

2019
- Finnischer – Straßenrennen (U23)

2020
- Finnischer – Straßenrennen
- Finnischer – Straßenrennen (U23)

2021
- Nachwuchswertung Tour of Estonia
- eine Etappe Dookoła Mazowsza

2023
- Finnischer – Straßenrennen

### Querfeldein
2020/21
- Finnischer Meister

2021/22
- Finnischer Meister

2024/25
- Finnischer Meister

### Mountainbike
2015
- Finnischer Meister – Cross-Country XCO (Junioren)

2016
- Finnischer Meister – Cross-Country XCO (Junioren)